# Teodor Parnicki
Teodor Parnicki (ur. 5 marca 1908 w Berlinie-Charlottenburgu, zm. 5 grudnia 1988 w Warszawie) – polski pisarz, autor powieści historycznych i historyczno-fantastycznych.

## Życiorys

### Dzieciństwo i młodość
Rodzina jego ojca pochodziła z Wielkopolski i była silnie zniemczona. Dziadek August używał nazwiska Parnitzky i wziął udział w wojnie francusko-pruskiej 1871 roku w stopniu feldfebla. Będąc z zawodu majstrem, a potem technikiem znalazł korzystne warunki pracy na prężnie rozwijającym się rynku rosyjskim. Jego syn Bruno, początkowo alumn seminarium katolickiego w Kijowie, po wystąpieniu z seminarium, podjął studia na politechnice kijowskiej. Relegowany z uczelni za działalność rewolucyjną, kontynuował studia w Berlinie. Ożenił się ze swą kijowską narzeczoną, polską Żydówką, Augustyną z Piekarskich, z którą wkrótce doczekał się syna Teodora. Po zdobyciu tytułu inżyniera wyjechał z rodziną do Moskwy, gdzie pracował aż do wybuchu I wojny światowej. Chcąc uniknąć internowania, które stało się udziałem jego braci, zmienił wówczas niemieckie imię Bruno na Bronisław. W ten sposób jego sześcioletni wówczas syn dowiedział się, że ojciec jest Polakiem. Pomimo to, jako poddany cesarza niemieckiego zmuszony został wraz z rodziną, powiększoną o kolejnego syna, do opuszczenia Moskwy. Parniccy udali się wówczas do Ufy. W 1918 zmarła matka Teodora. Ponowne małżeństwo ojca z o wiele młodszą Rosjanką, niechętną pasierbom, spowodowało umieszczenie dziesięciolatka w korpusie kadetów w Omsku. Po wybuchu rewolucji kandydaci na carskich oficerów zostali przeniesieni do Władywostoku. Wyjazd oznaczał rozłąkę z ojcem, z którym nie miał się już więcej spotkać.
Źle traktowany w korpusie, ze względu na swe żydowskie pochodzenie, w wieku 12 lat Teodor Parnicki, posługujący się na co dzień językiem rosyjskim albo niemieckim, uciekł do Harbinu w Mandżurii, gdzie miał nadzieję odnaleźć przyjaciela ojca. Bez dokumentów i pieniędzy przekroczył granicę dzięki pomocy konduktora ujętego jego determinacją. Przyjaciela ojca jednak w Harbinie nie zastał. Ponowne przekroczenie granicy już mu się jednak nie udało, a ponieważ zadeklarował się jako Polak (Ja Palak), został odesłany pod opiekę Polonii harbińskiej. Zajęli się nim wówczas konsul RP w Chinach Konstanty Symonolewicz i proboszcz parafii św. Stanisława ks. Władysław Ostrowski. Podjął naukę w Gimnazjum im. Henryka Sienkiewicza w Harbinie. Z trudem opanowując język polski, w wieku 15 lat, pod wpływem lektury Faraona i Quo vadis postanowił wrócić do Polski i zostać polskim pisarzem.

### W II RP
Po maturze i śmierci ojca w 1928 przyjechał do Lwowa i rozpoczął studia na Wydziale Humanistycznym Uniwersytetu Jana Kazimierza na anglistyce, orientalistyce i filologii polskiej, pod kierunkiem filologa, badacza twórczości Juliusza Słowackiego, prof. Juliusza Kleinera. Studiów na żadnym z kierunków nie ukończył. W czerwcu 1929 roku został aresztowany pod zarzutem udziału w antysemickich rozruchach. Wygłaszał na Uniwersytecie Lwowskim cykle wykładów o literaturze rosyjskiej. Zajął się publicystyką. Pisał o literaturze rosyjskiej i powieści historycznej.
Zaczął też publikować swoje prace. W latach 1929–1930 w Lwowskim Kurierze Porannym ukazywała się jego powieść sensacyjno-fantastyczna Trzy minuty po trzeciej, rozgrywająca się w realiach mandżurskich. W 1934 Parnicki poślubił Elżbietę Jackowską. Powieść Aecjusz, ostatni Rzymianin (1936) przyniosła mu w nagrodę stypendium, dzięki któremu zwiedził Bułgarię, Grecję, Turcję i Włochy (Rzym, Neapol, Rawennę, Wenecję). Wrócił do Lwowa na cztery dni przed wybuchem II wojny światowej.

### Wojna i emigracja
Po agresji ZSRR na Polskę i zajęciu miasta przez Armię Czerwoną, 24 stycznia 1940 został aresztowany przez NKWD. Aresztowanie rozdzieliło go z żoną. Był kolejno więziony we Lwowie, Gorodni, Czernichowie, Nowogorodzie, Siewiersku i Kustanaj w Kazachstanie. W marcu 1941 w Czernichowie został skazany na osiem lat łagru. Uwolniony w sierpniu 1941 po wybuchu wojny niemiecko-sowieckiej i układzie Sikorski-Majski, objął funkcję zastępcy attaché prasowego przy ambasadzie polskiej w Kujbyszewie, a następnie attaché prasowego i redaktora organu ambasady Polska. Opuścił ZSRR z Armią Andersa, ewakuując się najpierw do Teheranu, następnie do Jerozolimy, gdzie przebywał do roku 1944, i gdzie powstały Srebrne orły. Na początku 1944 został wezwany przez ówczesnego ministra informacji do Londynu i latem tego roku skierowany do Meksyku jako attaché kulturalny przy tamtejszym Poselstwie. Po wycofaniu przez Meksyk uznania Rządu RP na Uchodźstwie i zamknięciu ambasady, utrzymywał się z renty ufundowanej przez Polonię (w wysokości 70-75 dolarów miesięcznie).
Po wojnie nawiązał kontakt listowy z mieszkającą i pracującą we Wrocławiu żoną. W 1954 małżeństwo zostało rozwiązane przez rozwód. W listopadzie 1955 pisarz zawarł kolejne małżeństwo z Eleonorą Winczewską-Grygier. Ślub został zawarty per procura, gdyż panna młoda nie miała prawa pobytu stałego w Meksyku. Zyskała je przez zawarcie małżeństwa i 29 stycznia 1956 przybyła do męża. W 1955 Instytut Kultury w Paryżu wydał kolejną powieść Parnickiego Koniec „Zgody Narodów”. Książka nie znalazła uznania u czytelników emigracyjnych. Po przełomie w Polsce od 1956 jego książki zaczęły się ukazywać w kraju w Pax-ie: Aecjusz ostatni Rzymianin i Srebrne orły (1956), Koniec «Zgody Narodów» (1957 i 1958), Słowo i ciało (1959), dwa tomy Twarzy księżyca (1961), I tom Nowej baśni (w PIW-ie) i Tylko Beatrycze (1962).
Kolejne powieści Parnickiego okazały się sukcesem czytelniczym. Nie przyniosły jednak autorowi poprawy skromnych warunków egzystencji, a raczej jej pogorszenie. Pisarz zrezygnował ze stypendium Polonii, a trudna sytuacja dewizowa Polski spowodowała, że wynagrodzenie w dolarach otrzymał tylko za dwie pierwsze umowy. Kolejne były wypłacane w złotych, przez co ich wartość okazała się wielokrotnie niższa. W latach 1960–1961 pisarz utrzymywał się z wyprzedaży swojej biblioteki i okazjonalnych stypendiów (stypendium Kultury, Kongresu Wolności Kultury, zaliczki za włoskie tłumaczenie Srebrnych orłów). W 1963 Parnicki przyjechał na pół roku do Polski. W czasie pobytu w kraju otrzymał nagrodę im. Włodzimierza Pietrzaka. Po raz kolejny odwiedził Polskę w 1965.

### W Polsce Ludowej
W 1967 wrócił do kraju na stałe. Zajął się twórczością literacką, nie dając się zaangażować w działalność polityczną. W 1972 otrzymał nagrodę państwową I stopnia, a w 1986 uhonorowany został tytułem „Zasłużony dla Kultury Narodowej”. Laureat Nagrody „Miesięcznika Literackiego” (1980) za książkę „Historia w literaturę przekuwana” (Wyd. Czytelnik).
Zmarł w 1988 w Warszawie w trakcie pracy nad 4-tomową kolejną powieścią historyczną. Został pochowany 14 grudnia 1988 na Cmentarzu Wojskowym na Powązkach (kwatera K-5-55). W pogrzebie wziął udział m. in. minister kultury i sztuki prof. Aleksander Krawczuk.

## Twórczość
Oficjalnym debiutem Parnickiego była powieść historyczno-biograficzna Aecjusz, ostatni Rzymianin (1936), w napisaniu kontynuacji przeszkodził mu wybuch wojny. Kilka lat później, przebywając w Jerozolimie, napisał i wydał Srebrne orły (1943). Oba te utwory należą do najpopularniejszych, a zarazem stosunkowo najłatwiejszych w dorobku pisarza. W latach 50. i 60. (tzw. „okres meksykański”) powstały jego najważniejsze powieści historyczne – m.in. Koniec „Zgody Narodów”, Słowo i ciało oraz trylogia Twarz księżyca. Kolejne utwory pisarza cechuje ewolucja w kierunku autotematyzmu, autobiografizmu i fantastyki naukowej.
Pisarstwo Parnickiego, erudycyjne i wymagające wytrwałego odbiorcy, choć tematyką obejmuje dwa tysiąclecia, wszelkie niemal nacje i zakątki świata, zdominowane zostało przez dwa zasadnicze momenty dziejowe: późne cesarstwo rzymskie i narodziny w jego łonie chrześcijaństwa oraz początki państwa polskiego i jego miejsce w ówczesnej Europie. Całą twórczość pisarza cechuje kosmopolityzm i brak jakiejkolwiek stronniczości narodowościowej czy światopoglądowej. Jego utwory dążą nie tyle do odtworzenia zewnętrznego kolorytu, co głębiej rozumianej atmosfery kulturowo-intelektualnej danej epoki, a także do ukazania procesu przenikania się różnych kultur i ich wpływów.
Teodor Parnicki był także najważniejszym krytykiem i teoretykiem powieści historycznej od czasów Józefa Ignacego Kraszewskiego. Począwszy od lat 30. XX wieku, w swoich licznych szkicach i wykładach postulował odnowę gatunku, której sam się zresztą podjął, ale – jak sam przyznawał – nie podołał. Wierzył, że o historii można pisać w sposób inny niż robił to Henryk Sienkiewicz i polemice z powieścią sienkiewiczowską poświęcił wiele uwagi. Był znawcą literatury rosyjskiej i radzieckiej.
Wśród autorów i myślicieli, którzy wywarli wpływ na twórczość pisarza, byli m.in. Juliusz Słowacki, Henryk Sienkiewicz, a także: Dante Alighieri, Aleksander Dumas (ojciec), Dmitrij Mereżkowski, Mark Ałdanow, Nikołaj Bierdiajew i Arnold Joseph Toynbee. O twórczości Parnickiego pisali m.in. Ryszard Koziołek, Stefan Szymutko, Jacek Hajduk, Krzysztof Uniłowski.

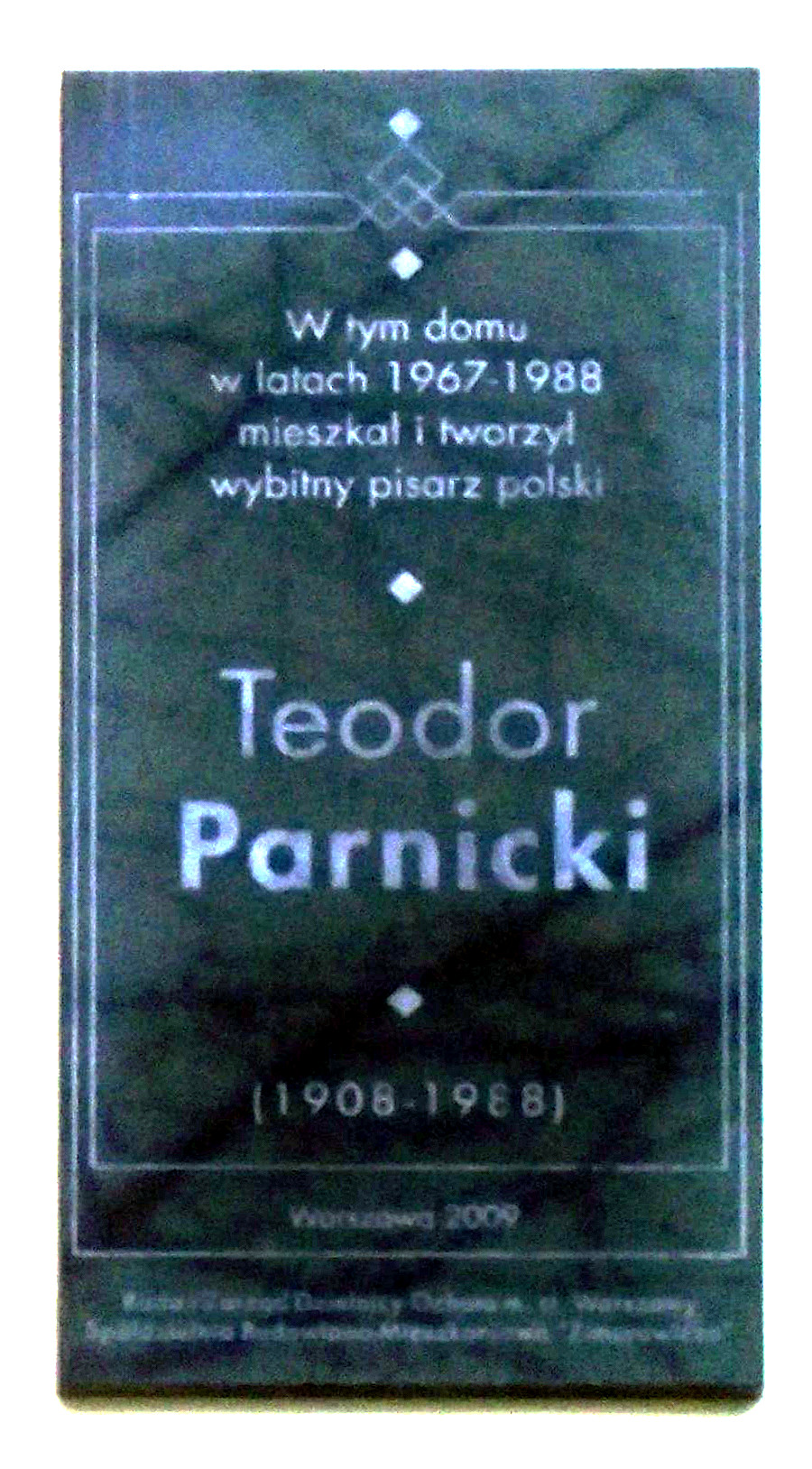
Tablica pamiątkowa na domu przy ul. Szymona Zimorowicza 2 w Warszawie

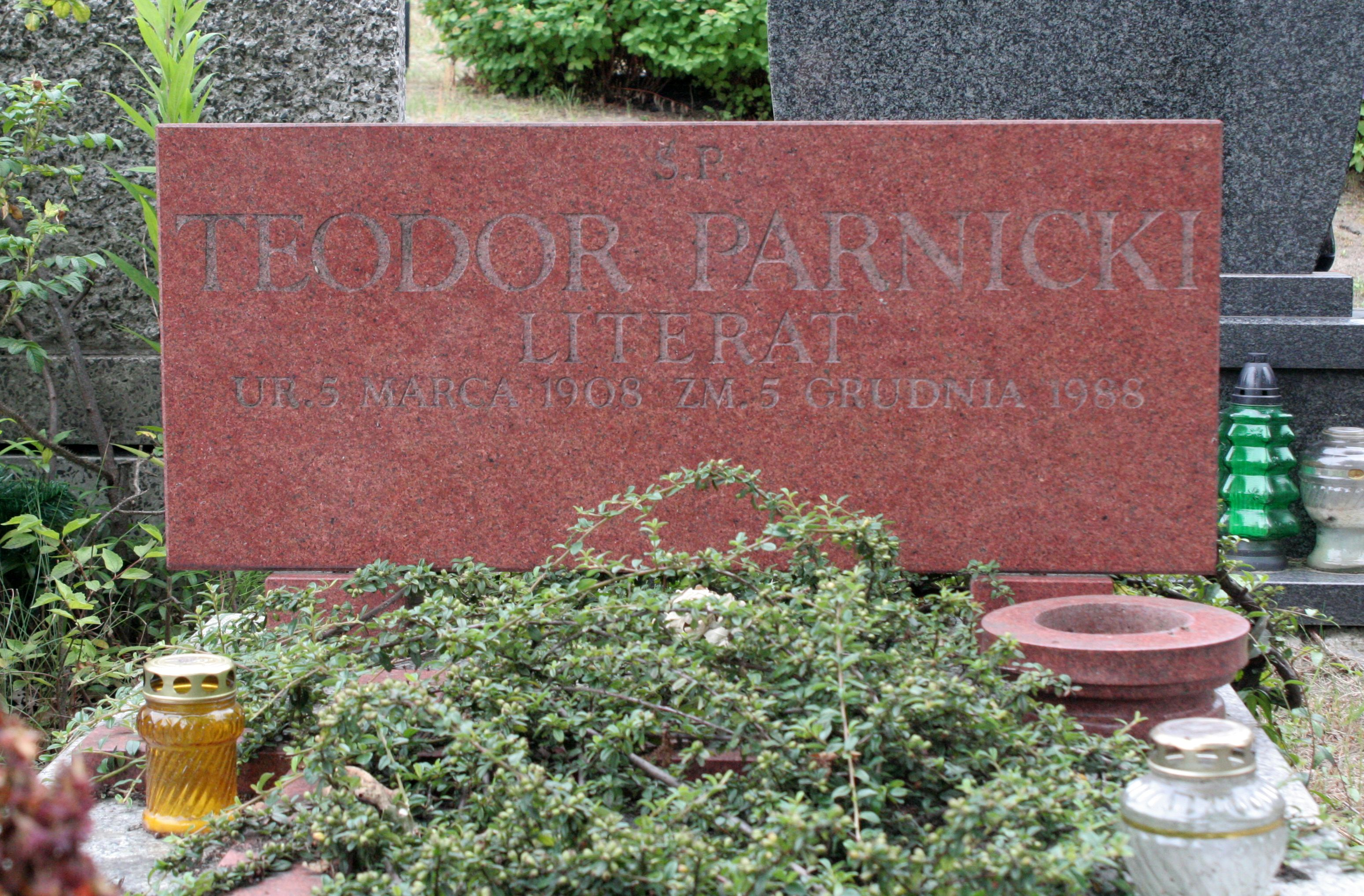
Grób Teodora Parnickiego

### Ważniejsze utwory
- Trzy minuty po trzeciej (debiut 1929, Lwów)
- Hrabia Julian i król Roderyk (1934, Lwów)
- Opowiadania (1934–1939, Lwów)
- Aecjusz, ostatni Rzymianin (1936, Lwów)
- Szkice literackie (1933–1939, Lwów)
- Srebrne orły (1944, Jerozolima)
- Koniec „Zgody Narodów” (1955, Meksyk)
- Słowo i ciało (1959, Meksyk)
- Twarz księżyca – Tom 1 (1961, Meksyk)
- Nowa baśń 1 – Robotnicy wezwani o jedenastej (1961, Meksyk)
- Twarz księżyca Tom 2 (1961, Meksyk)
- Nowa baśń 2 – Czas siania i czas zbierania (1962, Meksyk)
- Tylko Beatrycze (1962, Meksyk)
- Nowa baśń 3 – Labirynt (1963, Meksyk)
- I u możnych dziwny (1964, Meksyk)
- Nowa baśń 4 – Gliniane dzbany (1965, Meksyk)
- Koła na piasku (1965, Meksyk)
- Śmierć Aecjusza (1966, Meksyk)
- Nowa baśń 5 – Wylęgarnie dziwów (1967, Meksyk)
- Twarz księżyca Tom 3 (1967, Warszawa)
- Zabij Kleopatrę (1968, Warszawa)
- Inne życie Kleopatry (1968, Warszawa)
- Nowa baśń 6 – Palec zagrożenia (1970, Warszawa)
- Tożsamość (1970, Warszawa)
- Muza dalekich podróży (1970, Warszawa)
- Staliśmy jak dwa sny (1973, Warszawa)
- Rodowód literacki (1973, Warszawa)
- Historia w literaturę przekuwana (1980, Warszawa)
- Przeobrażenie (1973, Warszawa)
- Sam wyjdę bezbronny (1975, Warszawa)
- Sekret trzeciego Izajasza (1980, Warszawa)
- Dary z Kordoby (1981, Warszawa)
- Rozdwojony w sobie (1981, Warszawa)
- Kordoba z darów (1986, Warszawa)
- Opowieść o trzech Metysach (wydanie pośmiertne 1994, Warszawa)
- Ostatnia powieść (wydane pośmiertnie 2003, Warszawa)
- Dzienniki z lat osiemdziesiątych (wydanie pośmiertne 2008, Kraków)